# Orri Óskarsson
Orri Steinn Óskarsson (nascut el 29 d'agost de 2004) és un futbolista professional islandès que juga com a davanter a la Reial Societat de la Lliga i a la selecció d'Islàndia.

## Carrera de club

### Grótta
Orri Óskarsson es va formar al planter del Grótta, a la seva Islàndia natal. Va debutar com a sènior amb el club el 18 d'agost de 2018, amb 13 anys i 354 dies, quan va entrar com a suplent en partit de segona divisió contra el Höttur, marcant dos gols en el seu debut en una victòria per 5-0. En total va jugar tres partits i va marcar tres gols en la seva primera temporada, en què el club va ascendir des de la tercera categoria sota la direcció del seu pare, Óskar Hrafn Þorvaldsson. Va jugar 12 partits de 22 i va marcar 1 gol la temporada següent a la segona categoria, en la qual el Grótta va tornar a ascendir, aquesta vegada a la primera categoria.

### Copenhaguen
Després de la temporada 2019, es va anunciar que Orri s'uniria al club danès Copenhaguen l'estiu del 2020. Va fer el seu debut com a professional a Copenhaguen el 22 de maig de 2022, durant l'últim partit d'aquella temporada, una victòria a casa per 3-0 a la lliga contra l'Aalborg BK, només uns dies abans de signar una pròrroga de contracte amb els campions danesos.
El 31 de gener de 2023, es va incorporar al Sønderjyske de la 1a Divisió danesa cedit per a la resta de la temporada. Al seu retorn a Copenhaguen, va marcar un hat-trick en una victòria per 6-3 sobre Breiðablik, entrenat pel seu pare, a la segona ronda de classificació de la Lliga de Campions 2023-24.

### Reial Societat
El 30 d'agost de 2024, Orri es va unir a la Reial Societat espanyola per una quota de 20 milions d'euros, una venda rècord del club de Copenhaguen, i va signar un contracte de sis anys.

## Vida personal
El seu pare és un antic futbolista internacional i antic entrenador de l'FK Haugesund, Óskar Hrafn Þorvaldsson. El seu pare el va dirigir mentre jugava amb el Grótta tant al juvenil com al primer equip.

## Palmarès
Grótta
- 1. deild : 2019[1]

Copenhaguen
- Superlliga danesa: 2021–22,[12] 2022–23
- Copa de Dinamarca: 2022–23